# Sciapus evulgata
Sciapus evulgata är en tvåvingeart som beskrevs av Becker 1922. Sciapus evulgata ingår i släktet Sciapus och familjen styltflugor. Inga underarter finns listade i Catalogue of Life.